# Sparianthina
Sparianthina is een geslacht van spinnen uit de  familie van de Sparassidae (jachtkrabspinnen).

## Soorten
- Sparianthina adisi Jäger, Rheims & Labarque, 2009
- Sparianthina deltshevi Jäger, Rheims & Labarque, 2009
- Sparianthina milleri (Caporiacco, 1955)
- Sparianthina pumilla (Keyserling, 1880)
- Sparianthina rufescens (Mello-Leitão, 1940)
- Sparianthina saaristoi Jäger, Rheims & Labarque, 2009
- Sparianthina selenopoides Banks, 1929